# Óbidos (Pará)
Óbidos is een gemeente in de Braziliaanse deelstaat Pará, gelegen in de microregio Óbidos, het middengebied van Laagamazone. De gemeente telt 48.429 inwoners (schatting 2009) en is 28.021 km² groot.
De plaats is zetel van het rooms-katholieke bisdom Óbidos.

## Geschiedenis
De stad werd gebouwd aan de linkeroever van de Amazonerivier, op 1100 km varen van Belém, op het gedeelte van de rivier waar deze het smalst en het diepst is. Op deze plaats vormt zich de "hals van de Amazonerivier" volgens de ene, of "lende van de rivier" volgens anderen. Op dit punt is de breedte van de rivier ongeveer 1890 meter bij normaal tij.
Ze werd opgericht naast een fort dat werd gebouwd 1697; de gemeente zelf ontstond in 1755, en werd vernoemd naar de Portugese stad met dezelfde naam.

## Geografie

### Hydrografie
De plaats ligt aan de rivier de Amazone. De rivier Paru de Oeste en een aantal zijrivieren ontspringen in de gemeente en maken deel uit van de gemeentegrens. De rivier de Cuminapanema ontspringt in de gemeente. En de rivier de Trombetas mondt hier uit in de Amazone.

### Begrenzing
De gemeente grenst aan Alenquer, Almeirim, Juruti, Oriximiná en Santarém.
Óbidos heeft ook een landsgrens met het buurland Suriname; het grenst aan het ressort Tapanahony in het district Sipaliwini.

### Beschermde gebieden

#### Inheemse gebieden
- Terra Indígena Parque do Tumucumaque
- Terra Indígena Zoe

## Economie
De basis van de lokale economie is de jutevezel, de paranoten en visserij. De stad is uitgerust met een haven waar grote schepen kunnen aanmeren, om te zorgen voor het vervoer van de regionale productie.

## Cultuur
De belangrijkste bezienswaardigheden zijn constructies uit de 17e eeuw, met name het gerestaureerde Fort Santo Antônio dos Pauxis (1697), en de ruïne van het Fort Gurjão. In het centrum van de stad zijn honderden oude residentiële en commerciële gebouwen in Portugese koloniale architectuur. Óbidos staat bekend als "de meest Portugese stad van de staat Pará". Andere bezienswaardigheden zijn de kristalheldere stromen zoals de Curuçambá en de sportvisserij in Mamaurú.
De stad viert in de maand juli haar patroonheilige, Onze-Lieve-Vrouw van St. Anna, een gelegenheid waar talrijke folkloristische voorstellingen worden gegeven zoals de boi-bumba en de "gracinha" (creatie van dichter Saladino de Brito), met als hoogtepunt van de feesten het Cirio, met een rivierprocessie.
Het belangrijkste toeristische evenement in Óbidos is het Carnaval. Het feest duurt meer dan een week, en staat bekend als Carnapauxis. Elk jaar groeit het evenement, met georganiseerde muziekgroepen die door de straten lopen met meer dan tienduizend feestvierders.

## Media

### Tv-zenders
De gemeente kan rekenen op mediawerk van: Sentinel TV, vroeger aangesloten bij Tupi Network en momenteel verbonden aan Netwerk Bandeirantes en TV Atalaia gelieerd aan Rede Record.

## Verkeer en vervoer

### Wegen
Óbidos is via de hoofdweg PA-437 verbonden met de PA-254, die de plaatsen Oriximiná en Prainha verbindt.

### Waterwegen
De plaats heeft een veerdienstverbinding met Santarém.

### Luchtverkeer
- Aeroporto de Óbidos

## Geboren
- Inglês de Sousa (1853-1918), advocaat, schrijver en romanschrijver, mede-oprichter van de Braziliaanse Academie van Letteren
- José Veríssimo (1857-1916), historicus en romanschrijver
- Benjamin Lima (1885-1948), journalist en advocaat